# Dicliptera vollesenii
Dicliptera vollesenii är en akantusväxtart som beskrevs av I.Darbysh.. Dicliptera vollesenii ingår i släktet Dicliptera och familjen akantusväxter. Inga underarter finns listade i Catalogue of Life.